# Vatica
Vatica é um género botânico pertencente à família Dipterocarpaceae.